# Rivière Wu
La rivière Wu (chinois simplifié : 乌江 ; chinois traditionnel : 烏江 ; pinyin : Wūjiāng) qui prend sa source dans la ville de Xiangxiang, mesure 40 km de long et draine un bassin de 385 km2. C'est la quatrième plus grande rivière de la ville de Ningxiang et l'un des plus importants affluents de la rivière Wei.
La rivière Wu compte 68 affluents. La rivière traverse des endroits tels que la bourg de Huitang, la bourg de Xieleqiao, la bourg de Zifu, la bourg de Nantianping, la bourg de Batang et le canton de Lijingpu, et se jette dans la rivière Wei dans le lac Nantai (南太湖).